# Liste der Fließgewässer im Flusssystem Emscher
Die Liste der Fließgewässer im Flusssystem Emscher stellt die Nebengewässer der Emscher dar. Sie ist ein Nebenfluss des Rheins.

## Tabellarische Darstellung der Nebenflüsse
Nachfolgend sind alle nennenswerten Nebenflüsse der Emscher aufgelistet.
Zur besseren Übersicht bzw. zur Sortierung flussabwärts sind in die DGKZ-Ziffern nach der 2772 - Emscher - Bindestriche eingefügt. 
→ zum Abschnitt im Emscher-Artikel
| Name                       | Lage   | Länge [km] | Einzugs- gebiet [km²] | Emscher- km (vor Mündung) | Orte am Fluss (*: Quellort)                     | Mündungs- ort (bei)                     | DGKZ      |
| -------------------------- | ------ | ---------- | --------------------- | ------------------------- | ----------------------------------------------- | --------------------------------------- | --------- |
| Selbach                    | links  | 2,0        |                       | 80,2                      |                                                 | zwischen Holzwickede und DO-Sölde       | 2772-112  |
| Nathebach                  | links  | 2,8        |                       | 77,5                      | *DO-Aplerbecker Mark                            | DO-Aplerbeck                            | 2772-114  |
| Hörder Bach                | links  | 6,2        | 12,2                  | 72,0                      | *DO-Berghofen                                   | DO-Hörde                                | 2772-12   |
| Schondelle                 | links  | 6,2        | 11,8                  | 69,6                      | *DO-Wellinghofen, DO-Lücklemberg                | DO-Brünninghausen                       | 2772-14   |
| Rüpingsbach                | links  | 8,0        | 36,7                  | 66,8                      | *Witten-Annen, DO-Hombruch                      | DO-Schönau                              | 2772-16   |
| Roßbach (Schmechtingsbach) | links  | 7,6        | 30,9                  | 62,1                      | DO-Kley, DO-Marten                              | DO-Wischlingen                          | 2772-2    |
| Evinger Bach               | rechts | 1,5        | 8,0                   | 61,7                      | *DO-Fredenbaumpark                              | DO-Huckarde                             | 2772-312  |
| Nettebach                  | links  | 7,5        | 16,8                  | 58,9                      | *DO-Kirchlinde                                  | DO-Nette                                | 2772-32   |
| Holthauser Bach            | rechts | 4,1        |                       | 57,9                      | DO-Lindenhorst                                  | DO-Nette                                | 2772-3312 |
| Herrentheyer Bach          | rechts | 3,0        |                       | 56,2                      |                                                 | DO-Mengede                              | 2772-3316 |
| Groppenbach                | rechts | 5,7        | 6,9                   | 52,5                      | DO-Mengeder Heide                               | Castrop-Rauxel-Ickern                   | 2772-334  |
| Herdicksbach               | rechts | 7,5        | 9,9                   | 50,5                      | *Süden Waltrops                                 | Osten Castrop-Rauxel-Henrichenburgs     | 2772-336  |
| Suderwicher Bach           | rechts | 2,1        | 4,9                   | 48,3                      | *RE-Suderwich                                   | Südwesten Castrop-Rauxel-Henrichenburgs | 2772-338  |
| Quellbach                  | rechts | 3,2        |                       | 45,0                      | *Westen RE-Suderwichs                           | RE-Röllinghausen                        | 2772-3398 |
| Landwehrbach               | links  | 6,4        | 44,2                  | 42,4                      | *Castrop                                        | HER westlich Pantringshof               | 2772-34   |
| Mischwasserkanal           | rechts | 3,3        | 5,7                   | 42,0                      | RE-Hillerheide                                  | RE-König Ludwig                         | 2772-352  |
| Hellbach                   | rechts | 6,7        | 20,4                  | 40,5                      | *Recklinghausen                                 | RE-Süd                                  | 2772-36   |
| Ostbach                    | links  | 6,9        | 12,4                  | 40,1                      | *BO-Gerthe                                      | HER-Baukau                              | 2772-372  |
| Grullbach                  | rechts | 3,9        |                       | 39,6                      | *RE-Stuckenbusch                                | RE-Hochlarmark                          | 2772-3732 |
| Schmiedesbach              | links  | 2,2        | 4,7                   |                           | *HER-Holsterhausen                              | Herten                                  | 2772-374  |
| Schellenbruchgraben        | rechts | 3,8        | 4,4                   | 36,6                      | *RE-Hochlarmark                                 | Herten-Süd                              | 2772-38   |
| Holzbach                   | rechts | 7,4        | 30,3                  | 34,8                      | *Herten-Westerholt                              | GE-Resser Mark                          | 2772-392  |
| Hüller Bach                | links  | 17,2       | 80,9                  | 34,0                      | *BO-Weitmar, BO-Hamme                           | GE-Bismarck                             | 2772-4    |
| Börnchenbach               | rechts | 5,3        | 9,0                   | 33,4                      | *Osten GE-Buers                                 | GE-Erle                                 | 2772-52   |
| Sellmannsbach              | links  | 2,8        | 11,1                  | 31,0                      | GE-Bismarck                                     | GE-Schalke-Nord                         | 2772-54   |
| Lanferbach                 | rechts | 4,1        | 9,9                   | 28,9                      | *Südwesten GE-Buers                             | GE-Horst                                | 2772-56   |
| Schwarzbach                | links  | 13,1       | 49,0                  | 26,7                      | *E-Frillendorf, E-Schonnebeck                   | GE-Heßler                               | 2772-58   |
| Alte Emscher               | rechts | 1,7        |                       | 26,5                      | *GE-Horst                                       | Stadtgrenze GE-Horst/E-Karnap           | 2772-592  |
| Boye                       | rechts | 13,8       | 74,4                  | 24,3                      | Südwesten BOT-Kirchhellens, Grenze BOT/Gladbeck | Grenze BOT-Welheim/E-Karnap             | 2772-6    |
| Piekenbrocksbach           | rechts | 2,7        |                       | 21,6                      | BOT-Batenbrock                                  |                                         | 2772-74   |
| Berne                      | links  | 8,6        | 62,1                  | 20,7                      | *Essen, E-Altenessen                            | E-Dellwig                               | 2772-8    |
| Sammler Bottrop-Vonderort  | rechts | 1,7        | 1,2                   | 19,7                      |                                                 | BOT-Vonderort                           | 2772-912  |
| Barchembach                | links  | 3,2        | 3,9                   | 19,3                      | *E-Bedingrade                                   | E-Dellwig                               | 2772-914  |
| Läppkes Mühlenbach         | links  | 3,0        | 8,8                   | 17,3                      | Oberhausen-Ost                                  | OB-Borbeck                              | 2772-916  |
| Handbach                   | rechts | 5,4        | 23,5                  | 10,7                      | *OB-Walsumermark                                | OB-Schwarze Heide                       | 2772-96   |
| Nassenkampgraben           | rechts | 3,5        |                       | 7,7                       | *OB-Sterkrade-Nord, OB-Schmachtendorf           | OB-Waldteich                            | 2772-992  |
| Leitgraben                 | rechts | 1,5        |                       | 4,4                       | *Dinslaken-Hiesfeld                             | Dinslaken-Averbruch                     | 2772-996  |

Die Altarme Kleine Emscher (277134; 10,3 km; 35,0 km²) und Alte Emscher (277132, 7,8 km, 29,2 km²), die durch die Verlegung der Emschermündung nach Norden entstanden sind, fließen direkt in den Rhein und sind damit nicht mehr Teile des Flusssystems der Emscher.